# Zemeș
Zemeș è un comune della Romania di 5 119 abitanti, ubicato nel distretto di Bacău, nella regione storica della Moldavia.
Il comune è formato dall'unione di 5 villaggi: Bolătău, Chilii, Modârzău, Pietrosu, Zemeș.